# Zaza Zebra
Zaza Zebra is een personage uit de Nederlandse poppenserie De Fabeltjeskrant. Ze speelde mee in de jaren tachtig, tijdens het tweede seizoen van de kinderserie. En daarna weer in het vierde seizoen op Netflix.
Zaza kwam naar Fabeltjesland met dokter Meindert het Paard, nadat deze een tijd in het Derde Dierenbos was geweest om de plaatselijke hulpbehoevende dieren te behandelen. Ze kon maar moeilijk wennen aan haar nieuwe woonomgeving en ze moest ook om leren gaan met het feit dat Woefdram grote tegenstand bood aan haar aanwezigheid. Maar ondanks haar heimwee bleef ze in het Grote Dierenbos wonen en werken als arts in de praktijk van Meindert. Uiteindelijk vroeg Meindert haar ten huwelijk en trouwden ze met elkaar. 

## Stem
Zaza's stem werd ingesproken door Elsje Scherjon.